# Noel Harrison
Noel John Christopher Harrison (Kensington, 29 de Janeiro de 1934 – Exeter, 19 de Outubro de 2013) foi um esquiador olímpico e ator britânico.
Filho do também ator Rex Harrison, Noel competiu na modalidade slalom nos Jogos de Inverno de 1952 e 1956. Após encerrar sua carreira como atleta, mudou-se para os Estados Unidos, onde destacou-se como ator, compositor e cantor. Como cantor, seu trabalho mais conhecido foi interprentando a canção The Windmills of Your Mind, que faz parte da trilha-sonora do filme Crown, O Magnífico. Como ator, seu papel mais célebre foi no seriado A Garota da U.N.C.L.E.

## Filmografia
incompleta

### Cinema
- 1961 - The Best of Enemies
- 1964 - Hot Enough for June
- 1965 - The Amorous Adventures of Moll Flanders
- 1966 - Where the Spies Are
- 1970 - Take a Girl Like You
- 1986 - Power

### Televisão
- 1966 - 1967 - A Garota da U.N.C.L.E.

## Discografia
| - 1960 - Noel Harrison at the Blue Angel (1960) - 1960 - Noel Harrison at UnMusic (1960) - 1966 - Noel Harrison (1966) - 1967 - Collage (1967) - 1968 - Santa Monica Pier (1968) - 1969 - The Great Electric Experiment Is Over - 1979 - Mount Hanley Song (1979) - 2002 - Adieu, Jacques (cantado em francês) - 2003 - Hold Back Time (2003) - 2010 - From the Sublime to the Ridiculous (2010) | - 2002 - Live From Boulevard Music - 1969 - The World of Noel Harrison - 2003 - Life Is a Dream |

### Singles
| 1965                                                   | "A Young Girl (Of Sixteen)"  | — | 5 | 51 | Noel Harrison                        |
| 1967                                                   | "Suzanne"                    | — | — | 56 | Collage                              |
| 1969                                                   | "The Windmills of Your Mind" | 8 | — | —  | The Thomas Crown Affair (soundtrack) |
| "—" indica que alcançou não apareceu na parada musical |                              |   |   |    |                                      |